# Кільце Круля
Кільце Круля — комутативна область цілісності R, для якої виконуються умови.
Якщо {\displaystyle P} множина простих ідеалів висота яких рівна одиниці то:
1. {\displaystyle R_{\mathfrak {p}}} є кільцем дискретного нормування для всіх {\displaystyle {\mathfrak {p}}\in P},
2. Кожен ненульовий головний ідеал є перетином скінченної кількості примарних ідеалів висоти один.

Кільця Круля були розглянуті Вольфгангом Крулем під назвою кілець скінченного дискретного головного порядку. Вони є найприроднішим класом кілець, в яких існує теорія дивізорів.

## Приклади
- Будь-яке цілозамкнуте кільце Нетер, зокрема кільце Дедекінда, є кільцем Круля.
- {\displaystyle \ R[x_{1},x_{2},x_{3},\ldots ]} кільце многочленів від нескінченної кількості змінних є прикладом кільця Круля, що не є нетеровим.
- Будь-яке факторіальне кільце є кільцем Круля. Для того, щоб кільце Круля було факторіальним, необхідно і достатньо, щоб будь-який його простий ідеал висоти 1 був головним.

## Властивості
- Кільце Круля є цілком цілозамкнутим.
- Клас кілець Круля замкнутий щодо операцій локалізації, переходу до кільця многочленів або формальних степеневих рядів, а також цілого замикання в скінченному розширенні поля часток.